# 巴斯申山
巴斯申山（英語：Mount Bastion），是南極洲的山峰，位於維多利亞地的斯科特海岸，處於韋布冰川以西，海拔高度2,530米，由威靈頓維多利亞大學探險隊命名，現時由南極條約體系管理。